# Ein verrückt genialer Coup
Ein verrückt genialer Coup (Originaltitel: Quick Change) ist eine US-amerikanische Neuverfilmung der erfolgreichen französischen Komödie Der Boß (1985) aus dem Jahr 1990. Die Regie führten Bill Murray und Howard Franklin, der auch das Drehbuch schrieb. Die Hauptrollen spielten Bill Murray und Geena Davis.

## Handlung
Grimm Chipovsky überfällt als Clown verkleidet eine New Yorker Bank, in der sich bereits seine Freundin Phyllis Potter und sein Freund Loomis als vermeintliche Kunden getarnt befinden. Sie wollen somit genug Geld rauben, um New York City für immer verlassen zu können, da sie die Stadt nicht mehr ertragen können. Sie können der die Bank umstellenden Polizei entkommen, indem Chip, wie er sich in den Telefonaten mit der Polizei nennt, die Polizei mit grotesken Forderungen nach diversen Fluchtfahrzeugen beschäftigt und im Gegenzug drei Geiseln freilässt, die in Wirklichkeit die Räuber selbst sind.
Während der Coup perfekt gelingt und sie so eine Million Dollar rauben können, was genug für ihr Vorhaben ist, missrät der zweite Teil des Plans, die Fahrt von Brooklyn zum J.F.K.-Flughafen in Queens, von dem aus Grimm Flüge nach Fidschi reserviert hat, völlig. Aufgrund einer Straßenbaumaßnahme wurde das richtungsweisende Verkehrsschild ausgegraben; als sie einen Autofahrer nach dem Weg fragen, werden sie von diesem ihrer Reisesachen beraubt, ohne dass dieser jedoch die an den Körpern versteckten Million entdeckt. Während sie aufgrund der geraubten Kleidung in Phyllis Apartment die Fluchtkleidung wechseln, wird ihr an einem Hydranten parkendes Fahrzeug von der Feuerwehr entfernt, rollt die Straße abwärts und erleidet Totalschaden. Die Tatsache, dass zusätzlich auch viele auf der Route nicht einmal Englisch sprechen und viele von ihnen auch fremden Irrsinn anstellen, was sie zusammen mit den anderen Ereignissen daran erinnert, warum sie die Stadt verlassen wollen, verbessert ihre Situation auch nicht.
Weitere Pannen bei Fahrten mit einem Taxi und einem Linienbus überstehen sie glücklich und gelangen noch rechtzeitig ins Flugzeug. Kurz vor dem Start erscheint die verfolgende Polizei, der sich jedoch ein anderer Verbrecher in den Weg stellt, der glaubt, sie sei hinter ihm her. Grimm, der sich als Chip ausgibt, hilft, ihn zu überwältigen. Polizeichef Rotzinger, der bereits die Verhandlungen während des Banküberfalls leitete, will sich später bei Grimm offiziell bedanken und notiert seinen Namen und Adresse. Erst nach dem Start des Flugzeugs stellt er schockiert fest, dass Chip und Chipovsky dieselbe Person sind, und er jetzt die Räuber endgültig nicht mehr festnehmen kann, während sie die Tatsache feiern, dass sie endlich nach all den Strapazen ihr Ziel erreicht haben.

## Kritiken
„Bis auf den Eingangs- und Schlußgag wenig originelle Komödie; routiniert, aber uninspiriert inszeniert und auch schauspielerisch enttäuschend.“

„Für sein irrwitziges Regiedebüt nutzte Bill Murray eine französische Vorlage. Fazit: Ein verrückt geniales Chaos - wunderbar!“